# 新発田市立東中学校
新発田市立東中学校 （しばたしりつ ひがしちゅうがっこう）は新潟県新発田市にある公立中学校である。

## 歴史
以前は、今も通学学区となっている五十公野・松浦・米倉・赤谷の4つの地区に1つずつの中学校があったが、徐々に生徒数が減って統廃合され、1972年（昭和47年）に設立された。

## 沿革
- 1972年（昭和47年）4月1日 : 五十公野中学校・松浦中学校・米倉中学校・赤谷中学校が1つにまとまり、東中学校が発足する。
- 1973年（昭和48年）4月1日 : 国鉄赤谷線に、「東中学校前仮乗降場」が新設される。
- 1984年（昭和59年）4月1日 : 赤谷線が廃止される。そのため新発田市でバスを2台購入し、新潟交通に赤谷方面の生徒のための通学バスを出すよう、要望・委託する。
- 2007年（平成19年）8月 : 北信越大会で男子個人が2人、全国大会に進出。
- 2008年（平成20年）7-8月 : 校舎の老朽化に伴う耐震補強工事・大規模改修が行われる（教室棟、管理棟）。
- 2009年（平成21年）
  - 4月1日 : 文化部・文芸部が廃止される。
  - 7 - 8月: 昨年に引続き、耐震補強・大規模改修の工事が行われる（特別教室棟、体育館）。
  - 8月: 北信越大会で卓球男子個人で1人、全国大会に進出。
- 2010年 : 以前に授業用として使用されてきたプールを取り壊す。

## 生徒数・部活動
生徒数は216名（2024年4月現在）、6つの運動部と2つの文化部がある。
- 運動部: 陸上競技、野球、サッカー、バレー（女子）、卓球、柔道
- 文化部: 吹奏楽、美術

## 通学区域
#外部リンクを参照。

### 進学前小学校
- 新発田市立東小学校